# Дафін-Айленд
Дафін-Айленд (англ. Dauphin Island) — місто (англ. town) в США, в окрузі Мобіл штату Алабама. Населення — 1778 осіб (2020).

## Географія

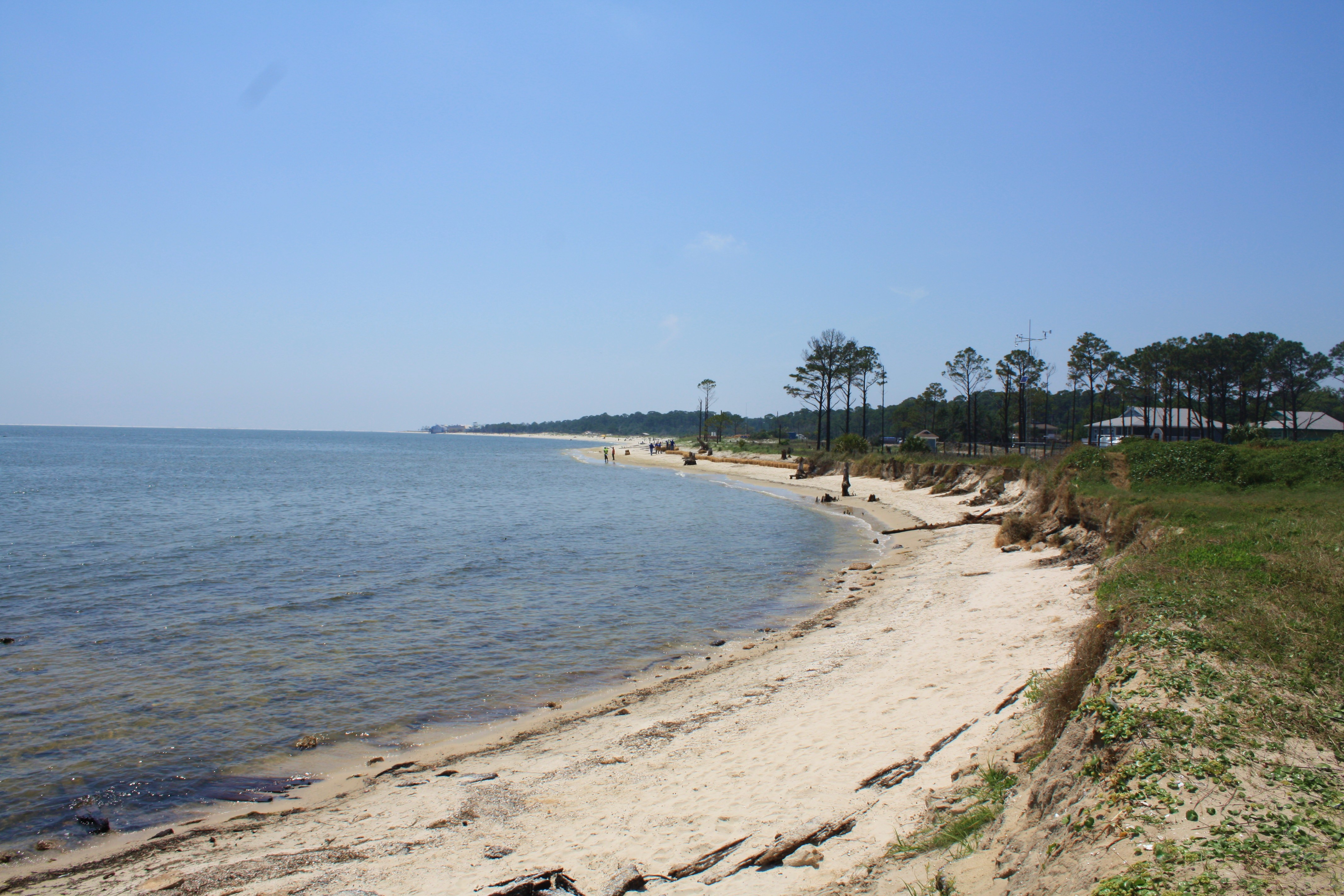
Вид на південно-східний берег острова

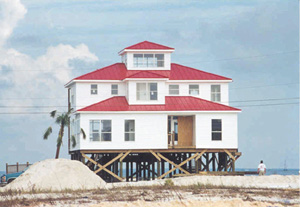
Типовий будинок на палях в Дафін-Айленд

Дафін-Айленд розташований за координатами 30°14′58″ пн. ш. 88°11′32″ зх. д. / 30.24944° пн. ш. 88.19222° зх. д. (30.249554, -88.192169). За даними Бюро перепису населення США в 2010 році місто мало площу 429,81 км², з яких 16,44 км² — суходіл та 413,37 км² — водойми.
Дафін-Айленд розташований на однойменному острові, у трьох милях на південь від бухти Мобайл в Мексиканській затоці. Потрапити на острів можна автомобільним поромом або мостом, який був відкритий в липні 1982 року після того, як попередній міст був зруйнований в результаті урагану Фредерік в 1979 році. Острів має близько 14 миль в довжину і 1 ¾ милі в ширину в найширшому місці. Поселення розташоване в східній частині острова (6 миль), у той час як західна частина (8 миль) нерозвинена і не має приватної власності.

### Клімат
Місто знаходиться у зоні, котра характеризується вологим субтропічним кліматом. Найтепліший місяць — липень із середньою температурою 28.6 °C (83.4 °F). Найхолодніший місяць — січень, із середньою температурою 10.7 °С (51.2 °F).
| Клімат Дафін-Айленда    | Клімат Дафін-Айленда | Клімат Дафін-Айленда | Клімат Дафін-Айленда | Клімат Дафін-Айленда | Клімат Дафін-Айленда | Клімат Дафін-Айленда | Клімат Дафін-Айленда | Клімат Дафін-Айленда | Клімат Дафін-Айленда | Клімат Дафін-Айленда | Клімат Дафін-Айленда | Клімат Дафін-Айленда | Клімат Дафін-Айленда |
| Показник                | Січ.                 | Лют.                 | Бер.                 | Квіт.                | Трав.                | Черв.                | Лип.                 | Серп.                | Вер.                 | Жовт.                | Лист.                | Груд.                | Рік                  |
| Абсолютний максимум, °C | 23,9                 | 24,4                 | 26,7                 | 31,1                 | 35                   | 35,6                 | 38,3                 | 37,2                 | 35                   | 32,8                 | 28,9                 | 27,2                 | 38,3                 |
| Середній максимум, °C   | 14,3                 | 15,9                 | 19,6                 | 23,3                 | 27,3                 | 30,4                 | 31,6                 | 31,5                 | 29,7                 | 25,1                 | 20,5                 | 15,9                 | 23,8                 |
| Середня температура, °C | 10,7                 | 12,4                 | 16,3                 | 20,1                 | 24,4                 | 27,4                 | 28,6                 | 28,5                 | 26,8                 | 21,8                 | 17,1                 | 12,4                 | 20,6                 |
| Середній мінімум, °C    | 7,1                  | 8,8                  | 13                   | 17                   | 21,6                 | 24,4                 | 25,5                 | 25,5                 | 23,8                 | 18,7                 | 13,6                 | 8,8                  | 17,3                 |
| Абсолютний мінімум, °C  | −12,8                | −7,2                 | −5                   | 1,7                  | 11,7                 | 12,8                 | 18,3                 | 19,4                 | 11,1                 | 2,8                  | −4,4                 | −11,7                | −12,8                |
| Норма опадів, мм        | 142                  | 128                  | 143                  | 113                  | 128                  | 129                  | 180                  | 181                  | 126                  | 105                  | 112                  | 110                  | 1599                 |
| Днів з опадами          | 12                   | 10                   | 10                   | 7                    | 7                    | 10                   | 11                   | 12                   | 9                    | 7                    | 9                    | 11                   | 114                  |
| ----------------------- | -------------------- | -------------------- | -------------------- | -------------------- | -------------------- | -------------------- | -------------------- | -------------------- | -------------------- | -------------------- | -------------------- | -------------------- | -------------------- |
| Джерело: Weatherbase    |                      |                      |                      |                      |                      |                      |                      |                      |                      |                      |                      |                      |                      |

## Пам'ятки
Весь острів був визначений як пташиний заповідник і тисячі відвідувачів приходять, щоб побачити їх щорічні міграції.
Багато пам'яток розташовано в східній частині острова, серед яких форт Гейнс.
Острів має пляжі білого піску, громадські поля для гольфу і парки атракціонів, розташовані на західній частині острова. Разом вони роблять Дафін-Айленд спокійним курортом.
Готелі, санаторії, квартири та приватні будинки можна орендувати для відпочинку.
Дафін-Айленд пропонує спортивну риболовлю з пірсів, або за допомогою чартерних човнів в Мексиканській затоці.

## Демографія
Згідно з переписом 2010 року, у місті мешкало 1238 осіб у 582 домогосподарствах у складі 373 родин. Густота населення становила 3 особи/км². Було 1818 помешкань (4/км²).
Расовий склад населення:
| - 97,3 % — білих - 1,0 % — корінних американців - 0,4 % — чорних або афроамериканців - 0,2 % — азіатів |

До двох чи більше рас належало 1,0 %. Частка іспаномовних становила 0,7 % від усіх жителів.
За віковим діапазоном населення розподілялося таким чином: 12,8 % — особи молодші 18 років, 64,1 % — особи у віці 18—64 років, 23,1 % — особи у віці 65 років та старші. Медіана віку мешканця становила 53,0 року. На 100 осіб жіночої статі у місті припадало 105,6 чоловіків; на 100 жінок у віці від 18 років та старших — 107,1 чоловіків також старших 18 років.
Середній дохід на одне домашнє господарство становив 80 459 доларів США (медіана — 63 594), а середній дохід на одну сім'ю — 88 564 долари (медіана — 74 375). Медіана доходів становила 61 000 доларів для чоловіків та 28 060 доларів для жінок. За межею бідності перебувало 3,6 % осіб, у тому числі 4,1 % дітей у віці до 18 років та 0,0 % осіб у віці 65 років та старших.
Цивільне працевлаштоване населення становило 559 осіб. Основні галузі зайнятості: освіта, охорона здоров'я та соціальна допомога — 17,9 %, виробництво — 14,1 %, мистецтво, розваги та відпочинок — 13,2 %.